# Donna Summer (альбом)
Donna Summer — девятый студийный альбом американской певицы Донны Саммер, выпущенный 19 июля 1982 года на лейбле Geffen. Пластинка содержит номинированный на «Грэмми» сингл «Love Is in Control (Finger on the Trigger)».

## Об альбоме
Начиная с эпохи «диско» Донна работала в различных жанрах и этот альбом не стал исключением. На пластинке чувствуется сильное влияние жанра соул и пара треков в стиле госпел, например «(If It) Hurts Just a Little» и «State of Independence». «Рок» отразился в песне «Protection», изначально трек был запланирован как дуэт с Брюсом Спрингстином.
Запись пластинки длилась шесть месяцев. Донна признавалась, что это был один из самых трудных альбомов, которые она записывала, к тому же в это время она была беременна.
За шесть недель до поступления альбома в продажу был выпущен сингл «Love Is in Control (Finger on the Trigger)», который достиг 10 позиции в Billboard Hot 100. В сентябре 1982 года альбом достигнет 20 строчки Billboard 200, последующие синглы «State of Independence» и «The Woman in Me» не помогли продажам альбома. К сожалению альбом не восстановил тот успех, что был в 1970-х.
Сингл «Love Is in Control (Finger on the Trigger)» так же достиг 4 строчки в Hot R&B/Hip-Hop Songs, это была пятая песня Саммер, которая вошла в топ 5 данного чарта. Донна так же вошла в топ-20 британского и топ-10 нидерландского чарта с песнями «State of Independence» и «Love Is in Control».

## Список композиций
| №  | Название                                     | Автор(ы)                                 | Длительность |
| -- | -------------------------------------------- | ---------------------------------------- | ------------ |
| 1. | «Love Is in Control (Finger on the Trigger)» | Куинси Джонс, Меррия Росс, Род Темпертон | 4:18         |
| 2. | «Mystery of Love»                            | Джон Лэнг, Билл Мейерс, Ричард Пейдж     | 4:25         |
| 3. | «The Woman in Me»                            | Джон Беттис, Майкл Кларк                 | 3:55         |
| 4. | «State of Independence»                      | Джон Андерсон, Вангелис                  | 5:50         |

| №  | Название                      | Автор(ы)                                                              | Длительность |
| -- | ----------------------------- | --------------------------------------------------------------------- | ------------ |
| 5. | «Livin’ in America»           | Дэвид Фостер, Куинси Джонс, Стив Люкатер, Донна Саммер, Род Темпертон | 4:41         |
| 6. | «Protection»                  | Брюс Спрингстин                                                       | 3:35         |
| 7. | «(If It) Hurts Just a Little» | Дэвид Батто, Дэн Сембелло, Майкл Сембелло                             | 3:52         |
| 8. | «Love Is Just a Breath Away»  | Дэвид Фостер, Донна Саммер, Род Темпертон                             | 3:55         |
| 9. | «Lush Life»                   | Билли Стрэйхорн                                                       | 6:26         |

| №   | Название                                                                                       | Автор(ы)                                 | Длительность |
| --- | ---------------------------------------------------------------------------------------------- | ---------------------------------------- | ------------ |
| 10. | «Sometimes Like Butterflies»                                                                   | Брюс Робертс, Донна Саммер               | 4:30         |
| 11. | «Love Is in Control (Finger on the Trigger)» (7" Version)                                      | Куинси Джонс, Меррия Росс, Род Темпертон | 3:42         |
| 12. | «Love Is in Control (Finger on the Trigger)» (Dance Remix)                                     | Куинси Джонс, Меррия Росс, Род Темпертон | 7:03         |
| 13. | «Love Is in Control (Finger on the Trigger)» (Instrumental featuring Ernie Watts on Saxophone) | Куинси Джонс, Меррия Росс, Род Темпертон | 7:03         |
| 14. | «State of Independence» (7" Version)                                                           | Джон Андерсон, Вангелис                  | 4:27         |
| 15. | «State of Independence» (N.R.G. Mix)                                                           | Джон Андерсон, Вангелис                  | 5:38         |
| 16. | «State of Independence» (New Radio Millennium Mix)                                             | Джон Андерсон, Вангелис                  | 5:03         |

## Позиции в хит-парадах
| Чарт (1982)                         | Высшая позиция |
| ----------------------------------- | -------------- |
| Австрия (Ö3 Austria)                | 19             |
| Великобритания (UK Albums Chart)    | 13             |
| Германия (Offizielle Top 100)       | 37             |
| Испания (Promusicae)                | 9              |
| Италия (Musica e dischi)            | 17             |
| Нидерланды (Album Top 100)          | 4              |
| Норвегия (VG-lista)                 | 3              |
| США (Billboard 200)                 | 20             |
| США (Billboard Black LPs)           | 6              |
| Швеция (Sverigetopplistan)          | 2              |
| Финляндия (Suomen virallinen lista) | 3              |
| Франция (IFOP)                      | 17             |
| Япония (Oricon)                     | 20             |